# Сенгачангда (приток Кочечума)
Сенгачангда (в верховьях — Левая Сенгачангда) — река в Эвенкийском районе Красноярского края России, правый приток Кочечума. Длина реки — 123 км. Площадь водосборного бассейна — 2300 км².
Река берёт начало под названием Левая Сенгачангда на плато Сыверма на высоте более 500 м над уровнем моря. Преимущественно течёт на восток и северо-восток. Река протекает по холмистой местности, поросшей лиственницей. Берега в среднем течении местами заболочены, многочисленные шиверы встречаются вплоть до устья. Впадает в Кочечум по правому берегу на отметке ниже 201 м над уровнем моря, ниже впадения Корвунчаны, в 209 км от устья Кочечума. Ширина перед устьем — 50 м при глубине 1 м; скорость течения в низовьях составляет 0,6 м/с. 

## Основные притоки
Указаны поименованные притоки длиной 30 км и более
| Название   | Расстояние от устья | Длина | Положение |
| ---------- | ------------------- | ----- | --------- |
| Боёлдокон  | 64                  | 42    | правый    |
| Амнуннакан | 74                  | 51    | левый     |

## Данные водного реестра
По данным государственного водного реестра России и геоинформационной системы водохозяйственного районирования территории РФ, подготовленной Федеральным агентством водных ресурсов:
- Бассейновый округ — Енисейский
- Речной бассейн — Енисей
- Речной подбассейн — Нижняя Тунгуска
- Водохозяйственный участок — Нижняя Тунгуска от водомерного поста посёлка Тура до водомерного поста посёлка Учами
- Код водного объекта — 17010700312116100076718